# Kislengyeli-patak
A Kislengyeli-patak a Göcsej területén, a Zalai-dombságban, Németfalutól nyugatra ered. A Cserta folyóba Petrikeresztúrnál ömlik bele. A patakot érinti Kustánszeg és Gombosszeg közt a Dél-dunántúli Kéktúra útvonalának harmadik szakasza.

## Lefolyása
A Kislengyeli-patak a Göcsejben ered, Németfalutól nyugatra, majd innen délnek-délkeletnek veszi útját. Elhalad Németfalu mellett, majd Kustánszeget keletről  megkerüli és elér Vargaszeg településre, melyet kettéoszt. A patak Becsvölgye keleti részén folyik tovább, majd Petrikeresztúr nyugati szélén folyik, míg végül Petrikeresztúrtól délre ömlik a Cserta folyóba.

## Partmenti települések
- Németfalu
- Kustánszeg
- Vargaszeg
- Becsvölgye
- Petrikeresztúr